# Bandundu (província)

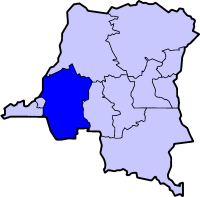
Bandundu.

Bandundu é uma região histórica da República Democrática do Congo. Foi, até 2005, uma província da República Democrática do Congo, localizada no centro do país. De acordo com a nova divisão administrativa, foi dividida em três províncias: Cuílo, Cuango e Mai-Indombe. Tinha 295 658 km² e 8062463 habitantes (est. 2010).